# Lachenalia punctata
Lachenalia punctata là một loài thực vật có hoa trong họ Măng tây. Loài này được Jacq. mô tả khoa học đầu tiên năm 1789.